# Ronnie McKinnon
Pour les articles homonymes, voir McKinnon.
Ronald McKinnon, couramment appelé Ronnie McKinnon, est un footballeur international écossais, né le 20 août 1940 à Glasgow en Écosse, et mort le 17 septembre 2023. 

## Biographie

### Carrière en club
Il occupe le poste de défenseur et sa carrière se déroule au sein des Rangers FC, avant une dernière saison en Afrique du Sud. 
Il fait partie du Rangers FC Hall of Fame.

### Carrière internationale
Ronnie McKinnon est sélectionné à 28 reprises. Il marque un but en faveur de l'équipe d'Écosse. 
Il joue son premier match international contre l'Italie à Hampden Park en 1965. Son seul but est inscrit contre le pays de Galles en 1967, lors d'une victoire 3-2.

## Palmarès
- équipe d'Écosse : 
  - Vainqueur du British Home Championship en 1967

- Rangers FC :
  - Vainqueur de la Coupe d'Europe des vainqueurs de coupe en 1972
  - Finaliste de la Coupe d'Europe des vainqueurs de coupe en 1961 et 1967
  - Champion d’Écosse en 1961, 1963 et 1964
  - Vainqueur de la Coupe d'Écosse en 1962, 1963, 1964 et 1966
  - Finaliste de la Coupe d'Écosse en 1969 et 1971
  - Vainqueur de la Coupe de la Ligue écossaise en 1961, 1962, 1964, 1965 et 1971
  - Finaliste de la Coupe de la Ligue écossaise en 1966 et 1967